# بلومينغديل (إلينوي)
بلومينغديل (بالإنجليزية: Bloomingdale, Illinois)‏ هي منطقة سكنية تقع في الولايات المتحدة في مقاطعة دوبيج. يقدر عدد سكانها بـ 22,018 نسمة .